# Feminisme masculí
El feminisme masculí és el corrent del feminisme integrada per homes que busquen la igualtat amb les dones.No només es limiten en analitzar com el patriarcat pot privilegiar-los, sinó també com els influencia i pot coartar les seves vivències i llibertats.
Els homes feministes, aliats del feminisme o homes igualitaris són aquells homes que treballen activament per promoure la igualtat de gènere.
Des del segle xix, els homes han participat en reivindicacions culturals i polítiques feministes significatives dins de cada onada del moviment. Això inclou tractar d'establir les mateixes oportunitats en les relacions socials amb les dones, especialment a través del qüestionament del propi privilegi masculí.
En l'àmbit activista consideren que l'alliberament masculí amb perspectiva feminista és essencial i necessari per tal d'erradicar el sexisme i els rols de gènere.